# Governo Ceva Grimaldi Pisanelli
Il governo Ceva Grimaldi Pisanelli è stato il decimo governo del Regno delle Due Sicilie.

## Composizione
- Nicola Santangelo: Ministro Segretario di Stato degli Affari Interni (fino al 1847)
  - Carlo Cianciulli: Ministro Segretario di Stato degli Affari Interni (1847-1848)
- Antonio Statella, principe di Cassaro: Ministro Segretario di Stato degli Affari Esteri (27.07.1830-20.03.1840)
  - Fulco Ruffo di Calabria: Ministro Segretario di Stato degli Affari Esteri[1]
- Nicola Parisio: Ministro Segretario di Stato di Grazia e Giustizia (1832-1848)
- ...: Ministro Segretario di Stato delle Finanze (fino al 1841)
  - Ferdinando Ferri: Ministro Segretario di Stato delle Finanze (16.08.1841-1847, dimissioni)
    - Giustino Fortunato: Ministro Segretario di Stato delle Finanze (dal 1847)
- Giuseppe Garzia: Direttore Generale della Guerra
- Giuseppe Garzia: Direttore Generale della Marina
- Francesco Saverio del Carretto: Ministro Segretario di Stato della Polizia
- Pietro d'Urso: Ministro Segretario di Stato dei Lavori Pubblici
- Antonio Spinelli, principe di Scalea: Ministro Segretario di Stato dell'Agricoltura e del Commercio
- Giuseppe Lanza, principe di Trabia: Ministro Segretario di Stato degli Affari Ecclesiastici
- Nicola Luigi de Maio: Luogotenente Generale di Sicilia
- Giustino Fortunato: Ministro Segretario di Stato senza portafoglio (fino al 1847)
- Onorato Gaetani, duca di Laurenzana: Ministro Segretario di Stato senza portafoglio
- Michele Gravina, principe di Comitini: Ministro Segretario di Stato senza portafoglio
- Antonio Lucchesi Palli Filangeri, principe di Campofranco: Ministro Segretario di Stato senza portafoglio
- Niccola Niccolini: Ministro Segretario di Stato senza portafoglio
- Filippo Saluzzo, generale: Ministro Segretario di Stato senza portafoglio